# Sextus Placitus
Sextus Placitus Papyriensis (c'est-à-dire « de Papyra ») est le nom sous lequel nous est parvenu un ouvrage médical en latin de l'Antiquité tardive, intitulé De medicamentis ex animalibus, décrivant en trente-quatre chapitres (chacun consacré à un animal) une suite de recettes médicinales dont les ingrédients sont tirés du règne animal.
Ce texte est transmis dans un corpus médical dont les manuscrits les plus anciens datent de l'époque carolingienne, et qui comprend aussi le De herba vettonica, attribué faussement à Antonius Musa, l'Herbarius de Sextus Apuleius Barbarus, le De herbis femininis du Pseudo-Dioscoride, un autre texte, anonyme, appelé Curæ ex animalibus, et deux opuscules intitulés De taxone (Sur le blaireau) et De vulture (Sur le vautour), qui donnent aussi des recettes avec des substances extraites de ces animaux. C'était le genre de recueils qu'on trouvait dans les infirmeries des monastères médiévaux.
Le De medicamentis ex animalibus a pour principale source le livre XXVIII de l'Histoire naturelle de Pline l'Ancien. On y a relevé des emprunts au De medicamentis de Marcellus Empiricus, si bien qu'il ne peut remonter au-delà du Ve siècle. Sur l'auteur on ne sait rien ; dans d'anciennes éditions il est aussi appelé « Sextus Platonicus ». Constantin l'Africain a fait un abrégé de l'ouvrage au XIe siècle.
Les traitements proposés sont tout à fait fantaisistes, parfois clairement magiques : pour se garantir contre la fièvre quarte, il faut porter au cou un cœur de lièvre (§ 2) ; pour échapper aux coliques pendant tout le reste de sa vie, il faut faire bouillir un chiot nouveau-né et le manger (§ 11) ; pour guérir une personne atteinte d'une fièvre aiguë, il faut couper un éclat de bois d'une porte par laquelle est passé un eunuque, et dire en même temps « Tollo te, ut ille N. N. febribus liberetur » (§ 13) ; etc.

## Éditions
- Franz Emerich (éd.), Sexti Placiti Papyriensis De medicamentis ex animalibus libellus. Antonii Musæ ad Mæcenatum suum De bona valetudine conservanda instructio, Nuremberg, J. Petreius, 1538, 1 vol. in-4 — Editio princeps du texte, aux folios aa 2v-dd 3v.
- Gabriel Humelberg (éd.), Sextus philosophus Platonicus. De medicina animalium, bestiarum, pecorum, et avium, Zurich, Chr. Froschauer, 1539 — Avec un commentaire développé de Humelberg.
- Johann Christian Gottlieb Ackermann (éd.), Parabilium medicamentorum scriptores antiqui. Sexti Placiti Papyriensis De medicamentis ex animalibus liber. Lucii Apulei De medicaminibus herbarum liber, Nuremberg et Altorf, G. P. Monath, 1788.
- Ernest Howald et Henry Sigerist (éd.), Antonii Musæ De herba vettonica liber. Pseudo-Apulei Herbarius. Anonymi De taxone liber. Sexti Placiti Liber medicinæ ex animalibus, Corpus Medicorum Latinorum IV, Leipzig et Berlin, Teubner, 1927.